# Polidocanol
Polidocanol, vendido sob a marca Asclera, é um medicamento usado para tratar varizes, incluindo vasinhos e veias reticulares. Também pode ser usado para hemangiomas e malformações vasculares. É administrado por injeção na veia como parte da escleroterapia.
Os efeitos secundários comuns incluem uma reacção local leve. Outros efeitos secundários podem incluir anafilaxia, coágulos sanguíneos e necrose tecidual.